# Appiano Gentile
Appiano Gentile é uma comuna italiana da região da Lombardia, província de Como, com cerca de 7.058 habitantes. Estende-se por uma área de 12,91 km², tendo uma densidade populacional de 546,7 hab/km². Faz fronteira com Beregazzo con Figliaro, Bulgarograsso, Carbonate, Castelnuovo Bozzente, Guanzate, Lurago Marinone, Lurate Caccivio, Oltrona di San Mamette, Tradate (VA), Veniano.

## Demografia
| Variação demográfica do município entre 1861 e 2011                               |
|                                                                                   |
| Fonte: Istituto Nazionale di Statistica (ISTAT) - Elaboração gráfica da Wikipedia |